# Clasificación para el Campeonato Sub-17 de la AFC 1992
La Clasificación para el Campeonato Sub-17 de la AFC 1992 fue la eliminatoria de Asia para el torneo final que se celebraría en Arabia Saudita para definir a los representantes de Asia para el Mundial Sub-17 a jugarse en 1993 en Japón.

## Resultados

### Grupo 1
Omán abandonó el torneo.
| Equipo 1 | Agr. | Equipo 2 | Ida | Vuelta |
| -------- | ---- | -------- | --- | ------ |
| Kuwait   | 1-4  | UAE      | 1-1 | 0-3    |

### Grupo 2
Todos los partidos se jugaron en Catar.
| País   | Pts | J | G | E | P | GF | GC |
| ------ | --- | - | - | - | - | -- | -- |
| Baréin | 5   | 3 | 2 | 1 | 0 | 5  | 2  |
| Catar  | 4   | 3 | 1 | 2 | 0 | 3  | 2  |
| Irán   | 2   | 3 | 0 | 2 | 1 | 3  | 5  |
| Yemen  | 1   | 3 | 0 | 1 | 2 | 1  | 3  |

| Qatar | 1 - 1 | Baréin |

| Irán | 1 - 1 | Yemen |

| Baréin | 3 - 1 | Irán |

| Catar | 1 - 0 | Yemen |

| Yemen | 0 - 1 | Baréin |

| Irán | 1 - 1 | Catar |

### Grupo 3
Los partidos se jugaron en Nepal del 3 al 12 de mayo.
| País       | Pts | J | G | E | P | GF | GC |
| ---------- | --- | - | - | - | - | -- | -- |
| Bangladesh | 8   | 4 | 4 | 0 | 0 | 15 | 0  |
| Nepal      | 6   | 4 | 3 | 0 | 1 | 4  | 9  |
| India      | 4   | 4 | 2 | 0 | 2 | 9  | 4  |
| Pakistán   | 1   | 4 | 0 | 1 | 3 | 1  | 5  |
| Maldivas   | 1   | 4 | 0 | 1 | 3 | 1  | 12 |

| Maldivas | 0 - 4 | Bangladés |

| Nepal | 2 - 1 | India |

| Pakistán | 1 - 1 | Maldivas |

| Bangladesh | 8 - 0 | Nepal |

| India | 2 - 0 | Pakistán |

| Nepal | 1 - 0 | Maldivas |

| Bangladesh | 1 - 0 | Pakistán |

| India | 6 - 0 | Maldivas |

| Pakistán | 0 - 1 | Nepal |

| Bangladesh | 2 - 0 | India |

### Grupo 4
Todos los partidos se jugaron en Malasia.
| País      | Pts | J | G | E | P | GF | GC |
| --------- | --- | - | - | - | - | -- | -- |
| Tailandia | 6   | 3 | 3 | 0 | 0 | 21 | 0  |
| Indonesia | 4   | 3 | 2 | 0 | 1 | 3  | 5  |
| Singapur  | 2   | 3 | 1 | 0 | 2 | 2  | 13 |
| Malasia   | 0   | 3 | 0 | 0 | 3 | 1  | 9  |

| Malasia | 1 - 2 | Singapur |

| Tailandia | 5 - 0 | Indonesia |

| Indonesia | 1 - 0 | Malasia |

| Singapur | 0 - 10 | Tailandia |

| Malasia | 0 - 6 | Tailandia |

| Indonesia | 2 - 0 | Singapur |

### Grupo 5
Todos los partidos se jugaron en Pekín, China.
| País            | Pts | J | G | E | P | GF | GC |
| --------------- | --- | - | - | - | - | -- | -- |
| China           | 6   | 3 | 3 | 0 | 0 | 10 | 1  |
| Corea del Norte | 4   | 3 | 2 | 0 | 1 | 6  | 5  |
| Japón           | 1   | 3 | 0 | 1 | 2 | 3  | 8  |
| Corea del Sur   | 1   | 3 | 0 | 1 | 2 | 2  | 7  |

| Japón | 1 - 1 | Corea del Sur |

| China | 3 - 0 | Corea del Norte |

| Corea del Norte | 2 - 1 | Corea del Sur |

| China | 3 - 1 | Japón |

| Japón | 1 - 4 | Corea del Norte |

| Corea del Sur | 0 - 4 | China |

## Clasificados alCampeonato Sub-17 de la AFC 1992
| - UAE - Baréin - Bangladesh - Tailandia | - China - Corea del Norte - Catar - Arabia Saudita (anfitrión) |